# Вологі ліси Підвітряних островів
Вологі ліси Підвітряних островів (ідентифікатор WWF: NT0134) — неотропічний екорегіон тропічних та субтропічних вологих широколистяних лісів, розташований на Карибах.

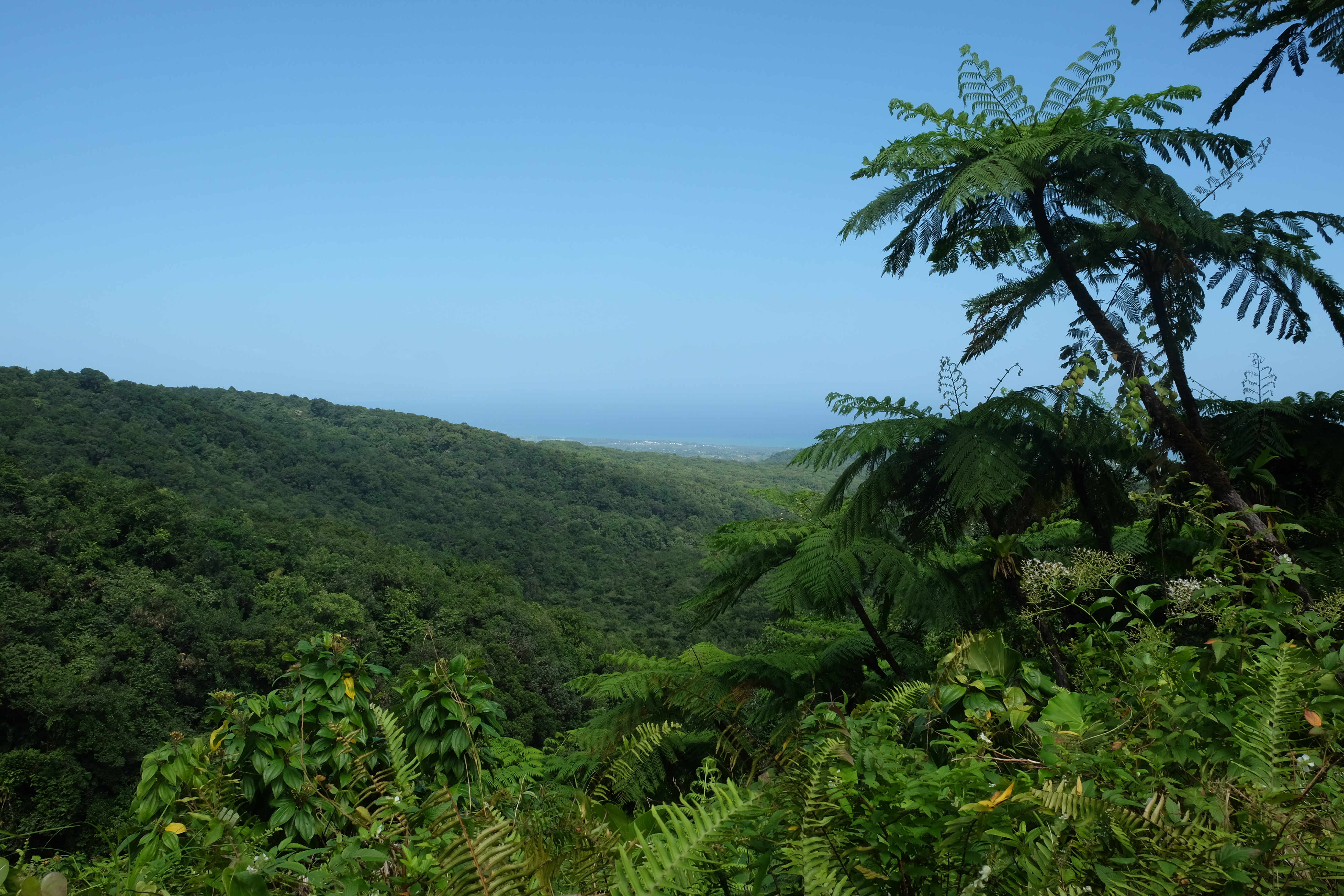
Дощовий ліс на Гваделупі

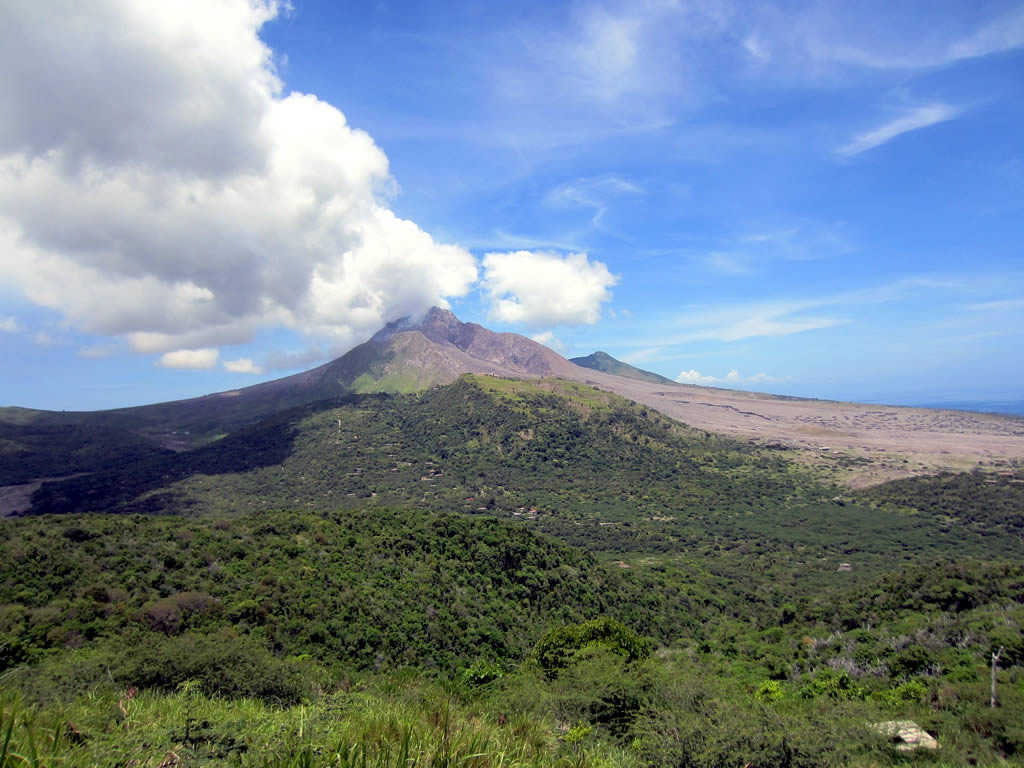
Ландшафт Монтсеррату

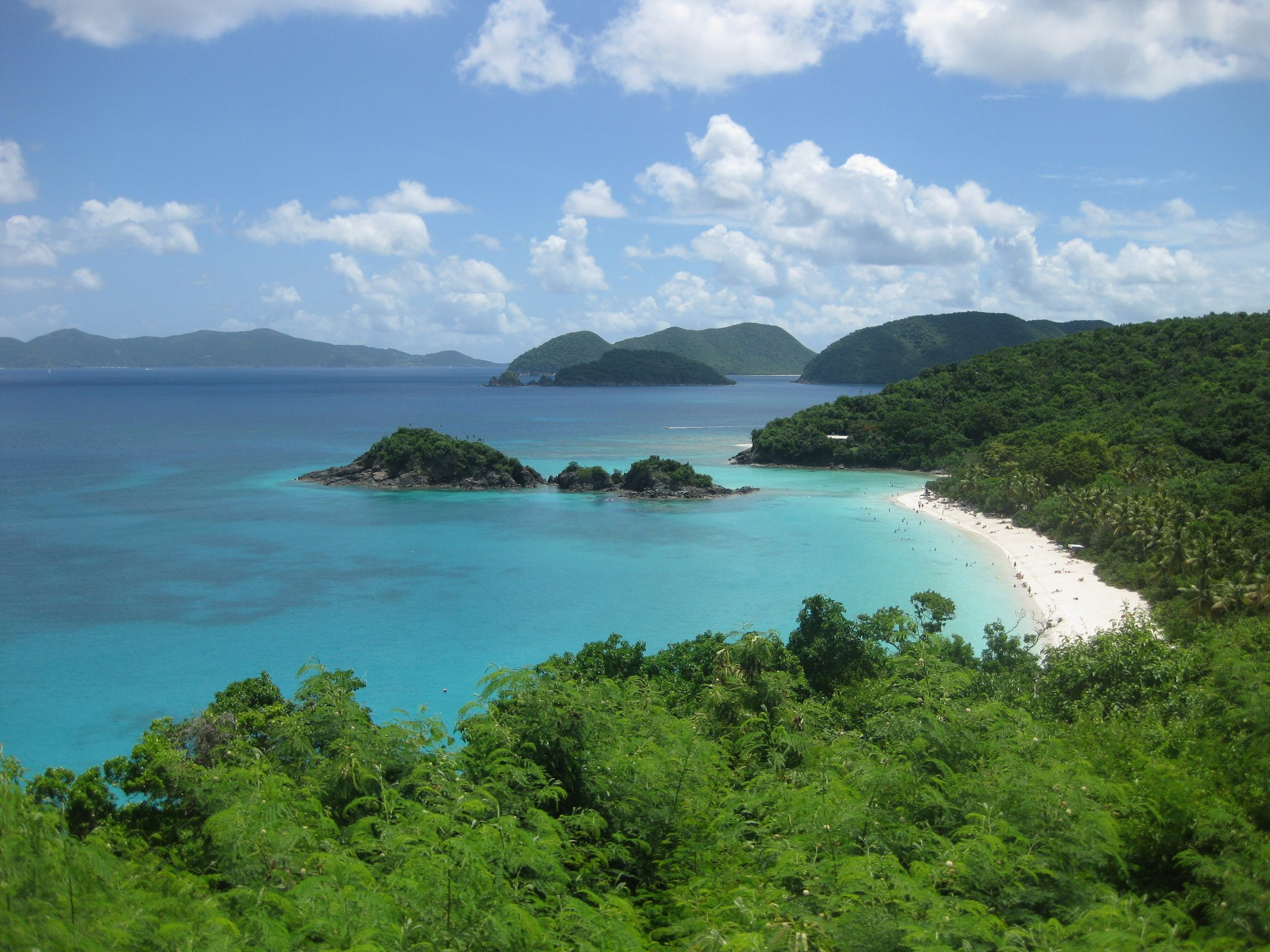
Ландшафт Національного парку Віргінських островів

## Географія
Екорегіон вологих лісів Підвітряних островів розташований на Підвітряних островах, які складають північну частину Малих Антильських островів. Ці вулканічні острови простягаються двома паралельними дугами з північного заходу на південний схід. Більш високі й вологі острови внутрішньої (західної) дуги переважно є активними вулканами, тоді як більш посушливі й низькі острови зовнішньої дуги переважно являють собою вкриті вапняком вершини затоплених згаслих вулканів.
На північному заході регіону, на схід від Пуерто-Рико, розташовані Віргінські острови. Цей архіпелаг є частиною Зовнішньої дуги і включає понад 100 островів, зокрема Сент-Томас, Сент-Джон, Тортолу, Ангеаду та Вірджин-Горду. Найбільшим островом архіпелагу є Санта-Крус, який розташований на 60 км південніше і є частиною Внутрішньої дуги. 
До складу Підвітряних островів також входять острови Саба, Сінт-Естатіус, Сент-Кіттс, Невіс, Редонда та Монтсеррат, які складають Внутрішню дугу, та острови Ангілья, Сен-Мартен, Сен-Бартелемі, Барбуда та Антигуа, які складають паралельну Зовнішню дугу. Найпівденнішим в групі Підвітряних островів є архіпелаг Гваделупа. Його основу складають острови Бас-Тер та Гранд-Тер, розділені вузькою протокою Рів'єр-Сале, ширина якої подекуди становить лише 50 м. Також до складу Гваделупи входить острів Ля-Десірад, розташований східніше, та острови Марі-Галан і Ле-Сент, розташовані південніше.
Адміністративно Віргінські острови розділені між Американськими Віргінськими островами — острівною територією США та Британськими Віргінськими островами — заморською територією Великої Британії. Заморськими територіями Британії також є Ангілья і Монтсеррат, тоді як Гваделупа і Сен-Бартелемі є заморськими володіннями Франції. Сен-Мартен, північна половина острова Сен-Мартен, також є заморським володінням Франції, а Сінт-Мартен, його південна половина, належить Нідерландам. Частиною Нідерландів також є острови Саба, Сінт-Естатіус, які разом з Сінт-Мартеном відомі як острови ССС. Острови Антигуа, Барбуда і Редонда складають незалежну державу Антигуа і Барбуда, а острови Сент-Кіттс і Невіс — державу Сент-Кіттс і Невіс.
Вулканічна дуга Малих Антильських островів утворилася внаслідок субдукції Карибської плити під Південноамериканську плиту. Вулканічна активність триває на островах Внутрішньої дуги. З геологічної точки зору їх основу складають неогенові та четвертинні андезити, лавові потоки та пірокластичні відклади. На деяких островах Внутрішньої поясу, зокрема на Сінт-Естатіусі, Сент-Кіттсі та Монтсерраті, зустрічаються пліоценові та плейстоценові вапняки. Основу островів Зовнішньої дуги складають форміферові або оолітові вапняки.
На Гваделупі, де сходяться Внутрішня і Зовнішня дуги, присутні риси обох поясів. Гранд-Тер, східна половина Гваделупи, повністю складається з вапняків, які вкривають старі андезити та дацити. На острові Бас-Тер, західній половині Гваделупи, розташований діючий вулкан Ла-Гранд-Суфрієр, найвища вершина Малих Антильських островів заввишки 1467 м. Іншими діючими вулканами в регіоні є Суфрієр-Гіллз (1050 м) на Монтсерраті, та Маунт-Сінері (887 м) на Сабі.
Екорегіон вологих лісів Навітряних островів переважно охоплює вологі гірські райони, розташовані у внутрішніх районах великих островів. Він включає західні частини островів Санта-Крус, Сент-Томас, Сент-Джон і Тортола в групі Віргінських островів, внутрішні гірські райони Сент-Кіттсу, Невісу, Монтсеррату і Антигуа, а також більшу частину острова Бас-Тер на Гваделупі. Більш посушливі передгір'я та пласкі прибережні низовини цих островів входять до екорегіонів сухих лісів Малих Антильських островів, склерофітних чагарників Підвітряних островів та мангрів Малих Антильських островів.

## Клімат
На більшій частині екорегіону переважає екваторіальний клімат (Af за класифікацією кліматів Кеппена). Панівними вітрами в регіоні є північно-східні пасати, по відношенню до яких архіпелаг знаходиться з підвітряної сторони. Влітку та восени в регіоні триває сезон дощів, під час якого часто трапляються урагани та тропічні шторми. Середньорічна кількість опадів у високогір'ях Бас-Теру може досягати 12 000 мм.

## Флора
Рослинний покрив екорегіону представлений вологими тропічними лісами, які, як і ліси на решті Карибів, характеризуються багатою й різноманітною флорою та великою кількістю ендемічних рослин. У цих лісах переважають різні види міконій (Miconia spp.) та клузій (Clusia spp.), а на відносно незайманих ділянках — табонукові дерева (Dacryodes excelsa). У лісах на висоті понад 600 м над рівнем моря зустрічаються різноманітні пальми, особливо гірські пальми (Prestoea acuminata var. montana), які у деяких районах можуть складати понад 60 % від загальної кількості дерев.
Деякі Підвітряні острови вирізняються відсутністю добре розвинених дощових лісів, що пояснюється періодичними пошкодженнями лісових насаджень сильними ураганами, основний шлях яких проходить через архіпелаг. Тропічні урагани формують нерівномірний лісовий намет, який дозволяє проникнення додаткових сонячних променів та заохочує ріст вторинних видів, які не є частиною кульмінаційного лісу. Вплив штормів, безсумнівно, є основним фактором порушень, що постійно впливає на ліси екорегіону, формує лісовий покрив та підтримує більшу частину лісів в передкульмінаційному стані.

## Фауна
Фауна Підвітряних островів, подібно до інших островів Карибського регіону, характеризується відносно високим рівнем острівного ендемізму. Біорізноманіття та кількість острівних ендеміків на різних островах залежить від розміру самого острова, різноманіття його природних екосистем та відстані від материка чи іншого острова. Таким чином, великі острови, такі як Гваделупа, характеризуються вищим рівнем біорізноманіття та ендемізму, ніж менші острови.
Серед птахів, поширених у вологих лісах Підвітряних островів, слід відзначити пурпуровошийого голуба (Patagioenas squamosa), білощокого голубка (Geotrygon mystacea), товстодзьобого ані (Crotophaga ani), ширококрилого канюка (Buteo platypterus), карибську еленію (Elaenia martinica), антильського піві (Contopus latirostris), рудогорлого солітаріо (Myadestes genibarbis) та церебу (Coereba flaveola). Ендеміками екорегіону є чорні гіли (Melanerpes herminieri) та монтсератські трупіали (Icterus oberi), а майже ендемічними його представниками — аметистовогорлі колібрі (Eulampis jugularis), пуерто-риканські колібрі-манго (Anthracothorax aurulentus), карибські колібрі (Eulampis holosericeus), чубаті колібрі (Orthorhyncus cristatus), антильські голкохвости (Chaetura martinica), рудокрилі копетони (Myiarchus oberi), руді дигачі (Cinclocerthia ruficauda), антильські дрозди (Turdus lherminieri) та малі вівсянки-снігурці (Loxigilla noctis). Раніше в лісах Гваделупи жили ендемічні гваделупські амазони (Amazona violacea) та гваделупські аратинги (Psittacara labati), однак вони вимерли у XVIII столітті. Сент-кіттські вісянки-снігурці (Melopyrrha grandis), які зустрічалися у вологих гірських лісах Сент-Кіттсу, також вважаються вимерлими.
Герпетофауна екорегіону також включає низку ендемічних видів. Серед ендемічних або майже ендемічних плазунів, що зустрічаються у вологих лісах Підвітряних островів, слід відзначити монтсерратську амейву (Pholidoscelis pluvianotatus), монтсерратського аноліса (Anolis lividus), санта-круського аноліса (Anolis acutus), гваделупського аноліса (Anolis marmoratus) та гваделупського полоза (Alsophis antillensis), а серед ендемічних амфібій — гваделупську лісову жабу (Eleutherodactylus pinchoni) та гваделупську струмкову жабу (Eleutherodactylus barlagnei).
Єдиними місцевими ссавцями в екорегіоні є рукокрилі, серед яких слід відзначити звичайних молосів (Molossus molossus), антильських плодоїдів (Brachyphylla cavernarum) та ямайських плодоїдів (Artibeus jamaicensis), а також майже ендемічних гваделупських великооків (Chiroderma improvisum), гваделупських жовтосмугів (Sturnira angeli) та гваделупських пергачів (Eptesicus guadeloupensis). Також на Гваделупі мешкають гваделупські ракуни (Procyon lotor minor), однак ці тварини потрапили на острів лише кілька століть тому завдяки людям.
Усі місцеві ендемічні гризуни, які раніше зустрічалися на Малих Антильських островах, зокрема велетенські барбудські рисові хом'яки (Megalomys georginae) та сент-кіттські хом'яки (Pennatomys nivalis), вимерли незабаром після появи на островах численних інвазивних ссавців. На Малі Антильські острови були інтродуковані свійські кози і свині, свійські коти (Felis catus), хатні миші (Mus musculus), чорні пацюки (Rattus rattus), сірі пацюки (Rattus norvegicus) та зелені мартишки (Chlorocebus sabaeus), які мали значний вплив на місцеву флору і фауну. Особливо руйнівний вплив мала інтродукція хижих малих мангустів (Urva auropunctata). Ці тварини початково були завезені для боротьби з гризунами, однак їх поява в регіоні призвела до вимирання низки видів плазунів, зокрема ендемічних гваделупських мабуй (Mabuya guadeloupae) та монтсерратських мабуй (Mabuya montserratae).

## Збереження
Основними загрозами для збереження природи регіону є вирубка лісів, пов'язана з розвитком сільського господарства, видобутком корисних копалин та виробництвом деревного вугілля, а також полювання та поширення інтродукованих видів рослин і тварин. Залишки лісів на багатьох островах регіону являють собою невеликі, ізольовані "острівці" природної рослинності, оточені плантаціями та іншими сільськогосподарськими угіддями.
Оцінка 2017 року показала, що 755 км², або 82 % екорегіону, є заповідними територіями. Природоохоронні території включають: Національний парк Віргінських островів на Американських Віргінських островах, Гваделупський національний парк на Гваделупі, Лісовий заповідник Центральних пагорбів на Монтсерраті, Природний заповідник Воллінгс на Антигуа та Центральний лісовий національний парк на Сент-Кіттсі.